# The Oxford Companion to Chess

The Oxford Companion to Chess est un livre de référence sur les échecs écrit par David Hooper (en) et Kenneth Whyld (en), dans un format encyclopédique. Il fait partie des collections Oxford Companions (en).

## Contenu
La première édition de ce livre a été publiée en 1984 par les Presses de l'Université d'Oxford.  La seconde édition, publiée en 1992, présente plus de 2 500 entrées, incluant les règles du jeu, les stratégies, les tactiques et les termes échiquéens, plus de 500 brèves biographies de joueurs célèbres, ainsi que plus de 700 ouvertures avec leurs variantes détaillées. À la fin du livre, un index regroupe 1 327 noms de variantes d'ouvertures.
Le livre traite aussi de l'équivalent des échecs joués dans d'autres pays, comme le shogi, des variantes inspirées du jeu comme les échecs à trois dimensions, et plusieurs variantes d'échecs féériques.

## Éditions
- La première édition date de 1984, par l'Oxford University Press ;
- Une édition brochée corrigée est publiée en 1987, chez le même éditeur ;
- Une seconde édition date de 1992, chez le même éditeur  (ISBN 0-19-866164-9) ;
- Une version brochée de la seconde édition est faite en 1996  (ISBN 978-0-19-280049-7).